# Hôtel de Miramon
L'hôtel de Miramon est un monument situé dans la ville du Puy-en-Velay dans le département de la Haute-Loire.

## Histoire
La cour intérieure avec l'escalier à vis est classée au titre des monuments historiques par arrêté du 25 mai 1976. La façade et la toiture sur rue, les deux pièces avec cheminées au rez-de-chaussée, se trouvant à l'angle sud-ouest et donnant sur le jardin, la grille en fer forgé du perron sur le jardin sont inscrites au titre des monuments historiques par arrêté du 25 mai 1976. L'hôtel de Miramon, en totalité, avec son jardin, et à l'exception des parties classées, sis 13, 15 et 17 rue des Farges est inscrit au titre des monuments historiques par arrêté du 16 juillet 2019.